# Kick Goal
Kick Goal é um Jogo eletrônico de futsal, sendo um dos únicos games deste gênero. As regras, porém, mais se aproximam a um jogo de showbol, já que a bola não sai.
O jogo foi desenvolvido pela produtora TCH S.A., e lançado em 1995 para arcades. Não há clubes ou seleções: os times não têm nome e a identificação é feita apenas por combinações por combinações aleatórias de cores e sistemas táticos diferentes um do outro.
O game dá ao player a opção de escolher 16 times e ele joga 7 partidas até o final.